# Valère Vanden Bogaerde
Valère Jules Emile Van den Bogaerde (Izegem, 9 mei 1855 - 21 oktober 1904) was een Belgisch volksvertegenwoordiger en burgemeester.

## Levensloop
Valère Vanden Bogaerde was de kleinzoon van Joseph Vanden Bogaerde, die in 1830 burgemeester van Izegem werd, tot aan zijn dood in 1832. Valère was getrouwd met de Oostendse Marie-Mélanie Jean en was beroepshalve industrieel. In 1900 stichtte hij de elektriciteitscentrale van Izegem.
Hij begon aan een politieke loopbaan toen hij in 1891 verkozen werd als provincieraadslid voor het kanton Izegem. Hij was een actief raadslid en nam ontslag in 1900 bij zijn verkiezing tot volksvertegenwoordiger.
In 1895 werd hij verkozen tot gemeenteraadslid van Izegem, was er schepen vanaf 1895 en burgemeester van 1900 tot aan zijn vroegtijdige dood.
In 1900 werd hij verkozen tot katholiek volksvertegenwoordiger voor het arrondissement Roeselare en vervulde dit mandaat eveneens tot aan zijn dood.
Hij was onder meer:
- lid van het katholiek schoolcomité van Izegem (tijdens de schoolstrijd, 1879),
- lid van de schoolraad van het Sint-Jozefsinstituut,
- voorzitter van de Belgische Boerenbond in West-Vlaanderen,
- stichtend voorzitter van het Werk van de werkmanswoonsten in het arrondissement Roeselare,
- majoor van de Burgerwacht,
- lid van de vereniging voor de beteugeling van het wildstropen,
- voorzitter van het stadsmuziek van Izegem.

Hij was ook grootgrondbezitter en eigenaar van een domein in Izegem waarop zijn zoons Emile en Gaspard Van den Bogaerde elk een kasteel bouwden: Wallemote en Wolvenhof. Het domein, met beide kastelen, is sinds 2000 eigendom van de provincie West-Vlaanderen.
Emile Van den Bogaerde (1884-1962) was gemeenteraadslid van Izegem en provincieraadslid. Hij was getrouwd met Augusta de Brouwer, dochter van gouverneur Guillaume de Brouwer.
De Burgemeester Vanden Bogaerdelaan in Izegem is naar Valère Vanden Bogaerde genoemd.